# Ace Wilder
Alice Kristina Ingrid Gernandt, znana pod umetniškim imenom Ace Wilder, švedska pevka in besedilopiska, * 23. julij 1982

## Zgodnje življenje
Wilder se je rodila 23. julija 1982 v Stockholmu na Švedskem. Odraščala je na več mestih po svetu, dolgo pa je živela v Miamiju na Floridi v ZDA. Je pranečakinja radijca Andersa Gernandta.

## Kariera
Po nekaj letih petja in plesanja za mednarodnimi pevci na svetovnih turnejah se je Wilderjeva leta 2012 odločila za samostojno glasbeno kariero.  Podpisala je pogodbo z glasbenima založmama EMI Records in Warner Music. Konec leta 2013 je Wilder izdala svoj debitantski album »A Wilder«, ki je bil na podelitvi nagrad Scandipop nagrajen za »najboljši glasbeni album leta«.
Širši javnosti je postala poznana leta 2014, ko je sodelovala na Melodifestivalen 2014. Wilderjeva je nastopila v tretjem polfinalu in se prebila v finale, ki je potekal dne 8. marca v Friends Areni s pesmijo »Busy Doin' Nothin'«. V finalu je zasedla drugo mesto. Za zmagovalko Sanno Nielsen zaostala za dve točki.
Ace je novembra 2014 izdala svoj nadaljnji singel »Riot«. Nato je marca 2015 izšel še pesem »Stupid«.
Novembra 2015 je bilo znano, da je Wilder tekmoval v prvem polfinalu Melodifestivalen 2016 s pesmijo »Don't Worry«  V finalu je po žiriji zasedla tretje mesto, po mnenju švedskega občinstva pa osmo mesto. Skupno je končala na tretjem mestu. Junija 2016 je Ace izdal nov singel z naslovom »Selfish«. Wilder je bila članica ekipe za turnejo Diggiloo leta 2016 skupaj z Jessico Andersson, Oscarjem Zio ter drugimi umetniki.
30. novembra 2016 je bila Wilder razglašena za eno od 28 izvajalcev, ki bodo tekmovali na Melodifestivalen 2017 s pesmijo »Wild Child«. V finalu se je uvrstila na sedmo mesto s skupno 67 točkami. Ace Wilder se je v letih 2019 in 2020 vrnila na Melodifestivalen, obakrat kot stilistka za Malouja Prytza.

## Diskografija

### Album
- »A Wilder« (2013)

### EP
- »Busy Doin' Nothin' Remixes« (2014)
- »The Wildcard« (2015)

### Pesmi
- »Do It« (2013)
- »Busy Doin' Nothin'« (2013)
- »Riot« (2014)
- »Stupid« (2014)
- »Don't Worry« (2016)
- »Selfish« (2016)
- »Wild Child« (2017)
- »Dansa i neon« (2017)